# Cyclotoma undecimnotata
Cyclotoma undecimnotata es una especie de coleóptero de la familia Endomychidae.

## Distribución geográfica
Habita en Borneo (Asia).